# Ludwik Gorzkowski
Ludwik Jędrzej Gorzkowski (ur. 1811, zm. przed 1857) – polski działacz rewolucyjny, jeden z organizatorów powstania krakowskiego.
Z zawodu fizyk, członek Stowarzyszenia Ludu Polskiego, następnie Konfederacji Powszechnej Narodu Polskiego. Wchodził w skład założonego w Krakowie w 1843 r. lokalnego Komitetu Rewolucyjnego, współpracującego z Centralizacją Poznańską Towarzystwa Demokratycznego Polskiego, utrzymywał też kontakty z Edwardem Dembowskim. Był współautorem planu ogólnonarodowego powstania w 1846 r. i projektu składu Rządu Narodowego (miał w nim być reprezentantem Wolnego Miasta Krakowa). Po aresztowaniach spiskowców w Wielkopolsce nie zrezygnował z planów powstania i wszedł w skład Rządu Narodowego razem z Janem Tyssowskim, Aleksandrem Grzegorzewskim i Karolem Rogawskim.